# Zápas řecko-římský na Evropských hrách 2015
Soutěže v zápase řecko-římském na I. Evropských hrách proběhly ve sportovním komplexu Heydəra Əliyeva v Baku ve dnech 13. června a 14. června 2015.

## Program
- SOB - 13.06.2015
- NEĎ - 14.06.2015

## Účastníci
seznam účastníků

## Výsledky

### Muži
| Kategorie | Zlato                  | Stříbro                | Bronz                    | Bronz                   |
| --------- | ---------------------- | ---------------------- | ------------------------ | ----------------------- |
| −59 kg    | Stěpan Marjanjan (RUS) | Soslan Daurov (BLR)    | Elman Muchtarov (AZE)    | Tarik Bel-Madani (FRA)  |
| −66 kg    | Arťom Surkov (RUS)     | Miran Arutjunjan (ARM) | Hasan Alijev (AZE)       | István Lévai (SVK)      |
| −71 kg    | Rasul Čunajev (AZE)    | Bálint Korpási (HUN)   | Dominik Etlinger (CRO)   | Frank Stäbler (GER)     |
| −75 kg    | Elvin Mursalijev (AZE) | Viktor Nemeš (SRB)     | Čingiz Labazanov (RUS)   | Dmytro Pyškov (UKR)     |
| −80 kg    | Jevgenij Salejev (RUS) | Rafig Husejnov (AZE)   | Daniel Aleksandrov (BUL) | Viktor Sosunovský (BLR) |
| −85 kg    | Davit Čakvetadze (RUS) | Žan Beleňuk (UKR)      | Metehan Başar (TUR)      | Ramsin Azizsir (GER)    |
| −98 kg    | Islam Magomedov (RUS)  | Dmytro Tymčenko (UKR)  | Melonin Noumonvi (FRA)   | Cenk İldem (TUR)        |
| −130 kg   | Rıza Kaya'alp (TUR)    | Sabáh Šaríatí (AZE)    | Heiki Nabi (EST)         | Josif Čugošvili (BLR)   |